# Dagger in the Library
Pour les articles homonymes, voir Dagger Records et Complexe de Dagger.
Le prix Dagger in the Library (nommé Golden Handcuffs en 1994-1996) est un prix annuel décerné par la Crime Writers' Association à un auteur de roman policier britannique pour l'ensemble de son œuvre. L’auteur doit être vivant, avoir publié au moins trois romans dans sa carrière, avoir travaillé de préférence en Grande-Bretagne et ne pas avoir déjà été récompensé par ce prix.
Une liste restreinte est établi d’après les commentaires reçus par les bibliothèques et complété par l’avis de plusieurs groupes de lecteurs du Royaume-Uni avant que la décision finale ne soit prise par un panel de bibliothécaires ou un jury constitué pour l’occasion. La maison d’éditions Random House est l’actuel partenaire du prix.

## Palmarès

### Années 1990
- 1994 : Robert Barnard
- 1995 : Lindsey Davis
- 1996 : Marian Babson
- 1997 : Non décerné
- 1998 : Non décerné
- 1999 : Non décerné

### Années 2000
- 2000 : Non décerné
- 2001 : Non décerné
- 2002 : Peter Robinson
- 2003 : Stephen Booth
- 2004 : Alexander McCall Smith
- 2005 : Jake Arnott
- 2006 : Jim Kelly
- 2007 : Stuart MacBride
- 2008 : Craig Russell
- 2009 : Colin Cotterill

### Années 2010
- 2010 : Ariana Franklin
- 2011 : Mo Hayder
- 2012 : Steve Mosby
- 2013 : Belinda Bauer
- 2014 : Sharon Bolton